# ビーチサッカー日本代表の試合結果
ビーチサッカー日本代表の試合結果（ビーチサッカーにほんだいひょうのしあいけっか）は、ビーチサッカー日本代表が出場した試合の一覧である。

## 試合日程・結果

### 2023年
| 開催日   | 結果 | スコア       | 対戦チーム       | 開催国・都市            | 試合名                                              |
| -------- | ---- | ------------ | ---------------- | ----------------------- | --------------------------------------------------- |
| 3月17日  | ○    | 7-0 レポート | インドネシア     | タイ パッタヤー         | ビーチサッカーアジアカップ ・グループステージ       |
| 3月19日  | ○    | 6-1 レポート | 中華人民共和国   | タイ パッタヤー         | ビーチサッカーアジアカップ ・グループステージ       |
| 3月21日  | ○    | 9-3 レポート | レバノン         | タイ パッタヤー         | ビーチサッカーアジアカップ ・グループステージ       |
| 3月23日  | ○    | 8-0 レポート | クウェート       | タイ パッタヤー         | ビーチサッカーアジアカップ ・準々決勝               |
| 3月25日  | ○    | 5-1 レポート | アラブ首長国連邦 | タイ パッタヤー         | ビーチサッカーアジアカップ ・準決勝                 |
| 3月26日  | ●    | 0-6 レポート | イラン           | タイ パッタヤー         | ビーチサッカーアジアカップ ・決勝                   |
| 5月26日  | ●    | 3-4 レポート | イラン           | サウジアラビア ジッダ   | バリワールドビーチゲームズ (アジア予選) ・準決勝    |
| 5月27日  | ○    | 6-3 レポート | サウジアラビア   | サウジアラビア ジッダ   | バリワールドビーチゲームズ (アジア予選) ・3位決定戦 |
| 10月14日 | ○    | 6-1 レポート | ドイツ           | 日本 泉南               | 国際親善試合                                        |
| 10月15日 | ○    | 5-1 レポート | ドイツ           | 日本 泉南               | 国際親善試合                                        |
| 10月25日 | ○    | 4-2 レポート | ドイツ           | サウジアラビア ネオム   | ネオム・ビーチサッカーカップ ・グループステージ     |
| 10月26日 | ○    | 7-0 レポート | イングランド     | サウジアラビア ネオム   | ネオム・ビーチサッカーカップ ・グループステージ     |
| 10月27日 | ○    | 5-1 レポート | サウジアラビア   | サウジアラビア ネオム   | ネオム・ビーチサッカーカップ ・グループステージ     |
| 10月28日 | ●    | 2-5 レポート | ブラジル         | サウジアラビア ネオム   | ネオム・ビーチサッカーカップ ・決勝                 |
| 10月31日 | ○    | 5-4 レポート | モロッコ         | アラブ首長国連邦 ドバイ | 国際親善試合                                        |
| 11月1日  | ○    | 3-2 レポート | モロッコ         | アラブ首長国連邦 ドバイ | 国際親善試合                                        |
| 11月2日  | ○    | 4-1 レポート | モロッコ         | アラブ首長国連邦 ドバイ | 国際親善試合                                        |
| 11月3日  | ○    | 8-1 レポート | アラブ首長国連邦 | アラブ首長国連邦 ドバイ | 国際親善試合                                        |

出典：試合日程・結果 (2023年) - JFA

### 2024年
| 開催日   | 結果 | スコア         | 対戦チーム     | 開催国 ・都市             | 試合名                                              | ハイライト動画                      |
| -------- | ---- | -------------- | -------------- | ------------------------- | --------------------------------------------------- | ----------------------------------- |
| 2月16日  | ○    | 3 - 2 レポート | コロンビア     | アラブ首長国連邦 ドバイ   | FIFAビーチサッカーワールドカップ ・グループステージ | ハイライト (FIFA) フルマッチ (FIFA) |
| 2月18日  | ●    | 1 - 3 レポート | ベラルーシ     | アラブ首長国連邦 ドバイ   | FIFAビーチサッカーワールドカップ ・グループステージ | ハイライト (FIFA) フルマッチ (FIFA) |
| 2月20日  | ○    | 6 - 4 レポート | セネガル       | アラブ首長国連邦 ドバイ   | FIFAビーチサッカーワールドカップ ・グループステージ | ハイライト (FIFA) フルマッチ (FIFA) |
| 2月22日  | ●    | 8 - 4 レポート | ブラジル       | アラブ首長国連邦 ドバイ   | FIFAビーチサッカーワールドカップ ・準々決勝         | ハイライト(FIFA) フルマッチ (FIFA)  |
| 7月23日  | ●    | 6 - 2 レポート | ポルトガル     | ポルトガル マトジーニョス | 国際親善試合                                        |                                     |
| 7月24日  | ●    | 9 - 6 レポート | ポルトガル     | ポルトガル マトジーニョス | 国際親善試合                                        |                                     |
| 9月29日  | ●    | 2 - 1 レポート | スペイン       | スペイン マラガ           | 国際親善試合                                        |                                     |
| 9月30日  | ●    | 8 - 6 レポート | スペイン       | スペイン マラガ           | 国際親善試合                                        |                                     |
| 10月1日  | ○    | 5 - 6 レポート | スペイン       | スペイン マラガ           | 国際親善試合                                        |                                     |
| 11月13日 | ●    | 5 - 4 レポート | スペイン       | サウジアラビア ネオム     | NEOM Beach Soccer Cup 2024 グループステージ         | Beach Soccer TV                     |
| 11月14日 | ●    | 6 - 5 レポート | ブラジル       | サウジアラビア ネオム     | NEOM Beach Soccer Cup 2024 グループステージ         | Beach Soccer TV                     |
| 11月15日 | ○    | 9 - 0 レポート | 中華人民共和国 | サウジアラビア ネオム     | NEOM Beach Soccer Cup 2024 グループステージ         | Beach Soccer TV                     |
| 11月16日 | ○    | 8 - 2 レポート | イングランド   | サウジアラビア ネオム     | NEOM Beach Soccer Cup 2024 5・6位決定戦             | Beach Soccer TV                     |

出典：試合日程・結果 (2024年) - JFA

### 2025年
| 開催日  | 結果 | スコア          | 対戦チーム     | 開催国 ・都市           | 試合名                                              | ハイライト動画 |
| ------- | ---- | --------------- | -------------- | ----------------------- | --------------------------------------------------- | -------------- |
| 3月20日 | ○    | 4 - 3 レポート  | イラク         | タイ パッタヤー         | AFCビーチサッカーアジアカップ ・グループステージ    | AFC Asian Cup  |
| 3月22日 | ○    | 7 - 2 レポート  | サウジアラビア | タイ パッタヤー         | AFCビーチサッカーアジアカップ ・グループステージ    | AFC Asian Cup  |
| 3月24日 | ○    | 4 - 1 レポート  | 中華人民共和国 | タイ パッタヤー         | AFCビーチサッカーアジアカップ ・グループステージ    | AFC Asian Cup  |
| 3月26日 | ○    | 8 - 3 レポート  | レバノン       | タイ パッタヤー         | AFCビーチサッカーアジアカップ ・準々決勝            | AFC Asian Cup  |
| 3月29日 | ●    | 2 - 3 レポート  | オマーン       | タイ パッタヤー         | AFCビーチサッカーアジアカップ ・準決勝              | AFC Asian Cup  |
| 3月30日 | ○    | 1 - 3 レポート  | サウジアラビア | タイ パッタヤー         | AFCビーチサッカーアジアカップ ・3位決定戦           | AFC Asian Cup  |
| 4月25日 | ○    | 7 - 4 レポート  | タヒチ         | セーシェル ヴィクトリア | 国際親善試合                                        |                |
| 4月26日 | ●    | 4 - 7 レポート  | パラグアイ     | セーシェル ヴィクトリア | 国際親善試合                                        |                |
| 5月1日  | ○    | 6 - 2 レポート  | グアテマラ     | セーシェル ヴィクトリア | FIFAビーチサッカーワールドカップ ・グループステージ | FIFA+          |
| 5月3日  | ●    | 3 - 6 レポート  | ベラルーシ     | セーシェル ヴィクトリア | FIFAビーチサッカーワールドカップ ・グループステージ | FIFA+          |
| 5月5日  | ○    | 10 - 2 レポート | セーシェル     | セーシェル ヴィクトリア | FIFAビーチサッカーワールドカップ ・グループステージ | FIFA+          |
| 5月8日  | ●    | 6 - 7 レポート  | ポルトガル     | セーシェル ヴィクトリア | FIFAビーチサッカーワールドカップ ・準々決勝         | FIFA+          |
| 10月4日 |      | - [ レポート]   | TBD            | 日本 中頭郡西原町       | 国際親善試合                                        |                |
| 10月5日 |      | - [ レポート]   | TBD            | 日本 中頭郡西原町       | 国際親善試合                                        |                |

出典：試合日程・結果 (2025年) - JFA